# Lame affilate
Lame affilate è un singolo degli Stadio, pubblicato dalla EMI Italiana nel 2007, estratto dall'album Parole nel vento (2007).

## Il brano
Entrato per qualche giorno nella playlist di Radio Capital per essere lanciato come secondo singolo dell'album, dopo la canzone Guardami presentata dal gruppo al Festival di Sanremo 2007, è stato quasi subito sostituito nella programmazione radiofonica da Innamorarsi ancora, forse a causa delle sonorità più estive di quest'ultimo.
La canzone, scritta da Saverio Grandi e musicata da quest'ultimo insieme a Gaetano Curreri, racconta i pensieri di un uomo che sogna ancora la donna che ama e che è lontana da lui, e non riesce a smettere di provare nei suoi confronti un fortissimo sentimento. Le "lame affilate" sarebbero utili all'uomo per "sciogliere i nodi" che ancora lo legano a lei, anche se lui ha, sin dal primo momento in cui l'ha vista, l'assoluta certezza che non la dimenticherà mai.

## Tracce
1. Lame affilate – 4:33 (testo: Saverio Grandi – musica: Saverio Grandi, Gaetano Curreri)

## Formazione
Gruppo
- Gaetano Curreri - voce
- Andrea Fornili - chitarre
- Roberto Drovandi - basso elettrico
- Giovanni Pezzoli - batteria

Altri musicisti
- Saverio Grandi - pianoforte Fender Rhodes, tastiere Kurzweil, programmazione